# Инуксуак
Инуксуак (на френски: Rivière Innuksuac) е река в източната част на Канада, северната част на провинция Квебек, вливаща се в източната част на Хъдсъновия залив. Дължината ѝ от 385 км ѝ отрежда 97-о място сред реките на Канада.
Река Инуксуак изтича от малко безименно езеро (на 200 м н.в.), разположено в северната част на провинция Квебек, на около 100 км северозападно от езерото Минто. В началото тече на север, а след това на запад, като преминава през десетки проточни езера. Влива се в източната част на Хъдсъновия залив при градчето Инукджуак (1597 души).
Течението на Инуксуак изобилства от теснини, бързеи, прагове и малки водопади, между проточните езера, които предоставят идеални условия за рафтинг и реката е желана дестинация през краткия летен сезон за стотици каякари.
Площта на водосборния басейн на Инуксуак е 11 400 km2, като на север граничи с водосборния басейн на река Когалук, вливаща се също в Хъдсъновия залив, на югоизток — с водосборния басейн на река Фьой (вливаща се в залива Унгава), а на югозапад — с басейните на няколко малки реки, вливащи се директно в Хъдсъновия залив.
Многогодишният среден дебит в устието на Инуксуак е 180 m3/s. Максималният отток на реката е през юни и юли, а минималния през февруари-март. Снежно-дъждовно подхранване. От ноември до края на април-началото на май реката замръзва.